# 花戏楼街道
花戏楼街道，是中华人民共和国安徽省亳州市谯城区下辖的一个乡镇级行政单位。

## 行政区划
花戏楼街道下辖以下地区：
白布社区、牛市社区、花戏楼社区、华佗社区、东门社区、新华社区、杏花村社区、仙源社区、桑园社区、郑店子村和城郊村。